# Ballota
Ballota (Vaḷḷouta en asturiano) es una parroquia del concejo de Cudillero, en el Principado de Asturias (España). Alberga una población de 212 habitantes (INE 2022) en 280 viviendas. Ocupa una extensión de 10,96 km².
Está situada en el extremo oeste del municipio. Limita al norte con el mar Cantábrico; al este, con la parroquia de Novellana; y al sur, y al oeste, con el concejo de Valdés, concretamente, con la parroquia de Arcallana.

## Poblaciones
Según el nomenclátor de 2023 la parroquia está formada por las poblaciones de:
- Ballota (Vaḷḷouta en asturiano) (lugar): 100 habitantes.
- Resellinas (Reseḷḷinas) (casería): deshabitado.
- Santa Marina (lugar): 104 habitantes.

Evolución de la población dentro de la parroquia por poblaciones:
|              | 2022 | 2021 | 2020 | 2019 | 2018 | 2017 | 2016 | 2015 | 2014 | 2013 | 2012 | 2011 |
| ------------ | ---- | ---- | ---- | ---- | ---- | ---- | ---- | ---- | ---- | ---- | ---- | ---- |
| Ballota      | 102  | 107  | 109  | 114  | 118  | 120  | 118  | 118  | 118  | 118  | 123  | 125  |
| Santa Marina | 110  | 107  | 109  | 115  | 125  | 133  | 130  | 139  | 141  | 144  | 153  | 157  |
| Resellinas   | 0    | 0    | 0    | 0    | 0    | 0    | 0    | 0    | 0    | 0    | 0    | 0    |
| Total        | 212  | 214  | 218  | 229  | 243  | 253  | 248  | 257  | 259  | 262  | 276  | 282  |